# 1876 en Bretagne
 Chronologie de la Bretagne
- 1872
- 1873
- 1874
- 1875
- 1876
- 1877
- 1878
- 1879
- 1880

Cette page recense des événements qui se sont produits durant l'année 1876 en Bretagne.

## Politique
- Élections législatives : la région continue d'élire en majorité des candidats de droite[1].

## Société
- Création de la station balnéaire de La Baule[1]

## Religion
- L'Église catholique connaît l'apogée de son influence dans la région[2].

## Sources